# Rehburg-Loccum
Rehburg-Loccum is een gemeente in de Duitse deelstaat Nedersaksen, gelegen in de Landkreis Nienburg/Weser. De stad telt 10.179 inwoners.

## Delen van Rehburg-Loccum

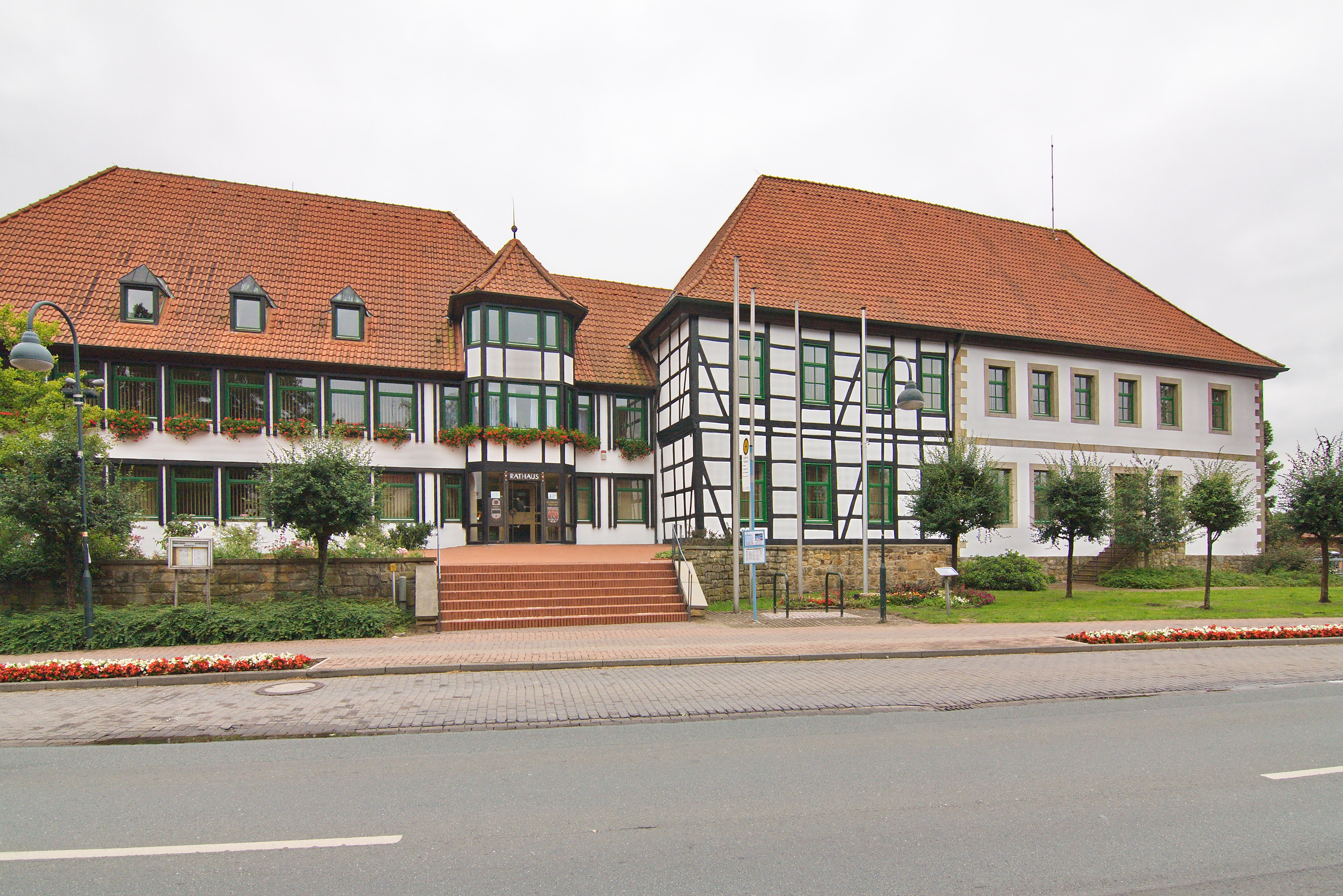
Gemeentehuis, Rehburg
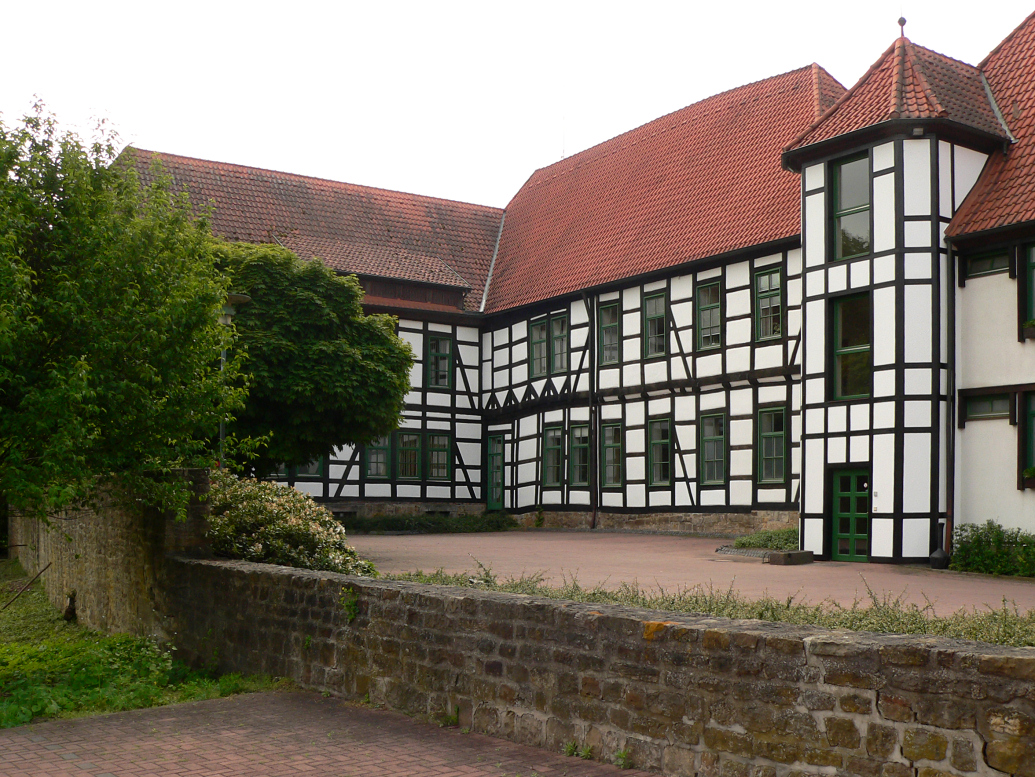
Achterzijde gemeentehuis op locatie voormalige Burg Rehburg
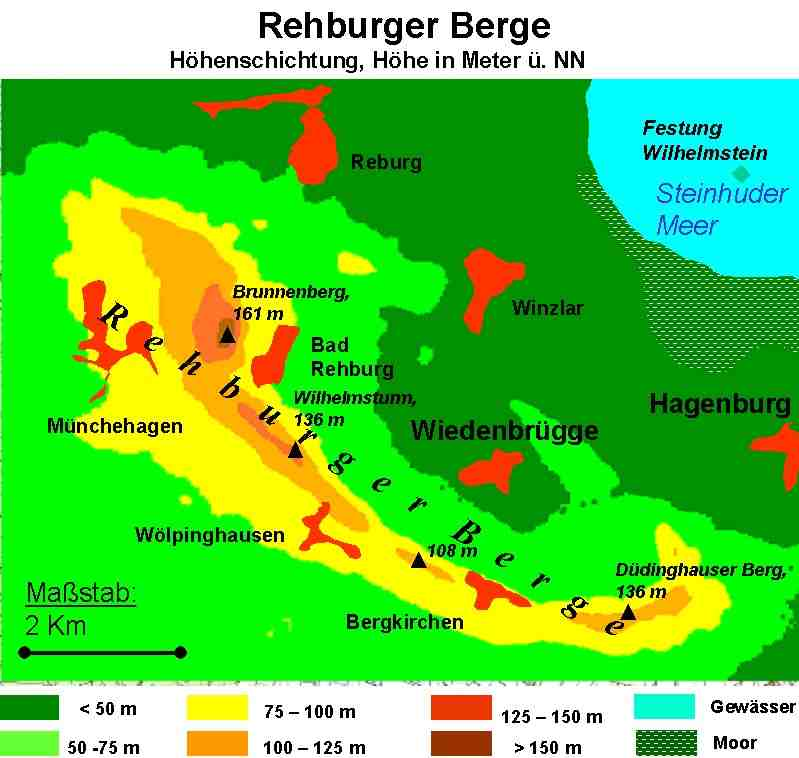
Kaart van de heuvelrug Rehburger Berge

- Bad Rehburg
- Loccum
- Münchehagen, bekend omdat er in 1980 sporen van dinosauriërs zijn gevonden; ter plaatse bevindt zich een hieraan gewijd museum.
- Rehburg, zetel van het gemeentebestuur; vroeger ook wel Rehburg-Stadt genaamd
- Winzlar, dicht bij het Steinhuder Meer

### Bevolkingscijfers
Bron: website gemeente Rehburg-Loccum.
Peiljaar 2017. Wanneer in 2017, is niet aangegeven; ook niet, of bezitters van tweede woningen meegeteld zijn of niet.
- Bad Rehburg: 734
- Loccum: 3.189
- Münchehagen: 2.056
- Rehburg: 3.873
- Winzlar: 1.040

Totaal: 10.892.

## Ligging, infrastructuur
Rehburg-Loccum heeft een oppervlakte van 99,99 km² en ligt in het zuiden van de deelstaat Nedersaksen in Duitsland. Het ligt slechts enkele kilometers ten oosten van de rivier de Wezer, die in deze streek de grens met de deelstaat Noordrijn-Westfalen vormt. In de gemeente ligt een heuvelrug met toppen tot 160 m boven zeeniveau, de Rehburger Berge. Deze heuvelrug bestaat grotendeels uit zandsteen uit de periode Onder-Krijt. Ze bevat ook steenkool, maar niet in hoeveelheden, die winning ervan lonend doet zijn. Een gedeelte van de Rehburger Berge is met fraai, gemengd bos begroeid.
De grootste stad in de regio is Hannover, dat ca.44 km ten oost-zuidoosten van Rehburg-Loccum ligt. Direct ten oosten van de gemeente ligt het toeristisch belangrijke  Steinhuder Meer.

### Buurgemeentes
- Wunstorf, 22 km oost-zuidoostwaarts via de Bundesstraße 441
- Neustadt am Rübenberge, 23 km oostwaarts; beide in de Regio Hannover
- Petershagen, 18 km zuidwestwaarts via de Bundesstraße 482 en dan over de Wezerbrug, in de Kreis Minden-Lübbecke in Nordrhein-Westfalen
- Samtgemeinde Mittelweser in de Landkreis Nienburg/Weser , noordwaarts via de Bundesstraße 215
- Samtgemeinde Niedernwöhren, 10 km zuidwaarts en iets ten westen van:
- Samtgemeinde Sachsenhagen, beide in de Landkreis Schaumburg.

### Wegverkeer
Zoals hierboven al vermeld, loopt de Bundesstraße 441 door de gemeente. Van west naar oost liggen Loccum, Münchehagen, Bad Rehberg en Winzlar aan of dicht bij deze hoofdweg. Rehberg ligt 5 km noordelijk van Bad Rehberg en 7 km noordoostelijk van Loccum aan een zijweg.
Rehburg-Loccum ligt niet in de nabijheid van een autosnelweg. Het dichtste bij is nog de afrit van de A2 tussen Wunstorf en Garbsen, op circa 30 km afstand in zuidoostelijke richting.

### Openbaar vervoer
De gemeente ligt niet aan een spoorlijn. Het dichtstbijzijnde treinstation is Station Leese-Stolzenau, te Leese, gemeente Samtgemeinde Mittelweser, aan de spoorlijn Nienburg - Minden.  Dit station ligt circa 8 km ten noordwesten van Loccum.
Door de gemeente rijden lijnbussen van en naar Nienburg/Weser, Hannover en Wunstorf. Buiten kantoor- en schooluren is de frequentie van deze bussen echter laag. Het lokale busvervoer wordt aangevuld met buurtbusdiensten.
De gemeente bevordert bij haar inwoners sterk het gebruik van de fiets voor de dagelijkse rit van huis naar werk, school of studie v.v.

## Economie
Een belangrijk, internationaal opererend, bedrijf, met het hoofdkantoor en één productie- en verkooplocatie  in de gemeente, is Frischli, een zuivelverwerkend bedrijf, dat een van de grootste producenten in geheel Europa is van koffiemelkcups, die o.a. in de horeca worden geserveerd. De belangrijkste productielocatie van deze onderneming staat overigens in Eggenfelden, Beieren. Het bedrijf maakt samen met Nestlé ook het bekende cacaodrankpoeder Nesquik.
Vanwege de nabijheid van het Steinhuder Meer en de Wezer met de fietsroutes daarlangs, en vanwege de aanwezigheid in en nabij de gemeente van veel natuurschoon en van enkele cultuurmonumenten, is het toerisme in Rehburg-Loccum niet onbelangrijk.
In nauwe relatie tot het klooster van Loccum staat het evangelisch-lutherse studie-instituut Evangelische Akademie Loccum. Het organiseert jaarlijks ca. 80 congressen, seminars e.d. Er worden vraagstukken behandeld op het gebied van de wisselwerking tussen enerzijds kerk en christendom, en anderzijds de meest uiteenlopende aspecten van de moderne maatschappij wereldwijd.  Dit instituut is als werkgever van vele inwoners van Loccum ook economisch belangrijk.

## Geschiedenis
De naam van de plaats Loccum is van Lucca afgeleid.  Mogelijk waren de eerste bewoners uit de 8e eeuw Wenden, want het woord zou Westslavisch voor weide kunnen zijn.  Heren van die naam bouwden in de vroege middeleeuwen een ringwalburcht, de Luccaburg. Niet onmogelijk is, dat dit een vliedburg was, een versterking waarbinnen de bewoners van de streek bij oorlogsgevaar hun toevlucht zochten. Ook 3 km ten noordwesten van Rehberg heeft zo'n vliedburg gestaan, de Düsselburg.
In 1163 werd hier het belangrijke cisterciënzer klooster gesticht, dat invloed zou uitoefenen op het geestelijk leven in grote delen van Noord-Duitsland. Dit klooster werd na de Reformatie in de 16e eeuw een evangelisch-luthers convent. Een groot deel van de voor-reformatorische kloosterstructuur bleef bestaan. Het klooster verzorgde reeds vanaf 1593 lager onderwijs voor de dorpskinderen. Tot op de huidige dag wordt het door een uit 9 personen bestaand convent onder leiding van een abt en een prior geleid. In het klooster is een luthers seminarie gevestigd. Wie evangelisch-luthers  dominee wil worden, kan hier na te zijn geslaagd voor de universitaire studies in de theologie enige jaren verdere studies volgen. Bijzonder is, dat het klooster nog steeds banden onderhoudt met de internationale, rooms-katholieke, Orde der Cisterciënzers. Veel van de  kloostergebouwen zijn monumentaal; o.a. de romaanse kloosterkerk, thans de dorpskerk van Loccum, is een architectonisch monument. De kloosterbibliotheek met 80.000 boekdelen is wetenschappelijk van groot belang.
In het Klooster van Loccum vond in 1966 een belangrijke bijeenkomst van rooms-katholieke en lutherse theologen en taalgeleerden plaats. Deze stelde richtlijnen op voor de spelling in de Duitse taal van in de Bijbel voorkomende persoons- en plaatsnamen, teneinde een voor beide grote kerkgenootschappen gelijkluidende spelling hiervan te bewerkstelligen. Deze Loccumer Richtlinien werden in 1981 in enigszins gewijzigde vorm uitgegeven als het  Ökumenische Verzeichnis der biblischen Eigennamen nach den Loccumer Richtlinien (ÖVBE). Omdat deze versie van de Bijbelse namen vooral op wetenschappelijke grondslagen tot stand is gekomen, wijkt ze hier en daar af van het ingeburgerde Duitse spraakgebruik. Wel gelden deze richtlijnen als wetenschappelijk gezaghebbend. In de jaren na 2015 is er toenemende kritiek op deze spelling ontstaan, zowel vanuit protestantse als rooms-katholieke hoek. Maar anno 2022 is deze versie nog algemeen geldig binnen beide grote kerkgenootschappen en bij vele niet-kerkelijke taalkundigen.
In Loccum werden tussen 1581 en 1661 ongeveer 33 mensen, vooral vrouwen, ter dood gebracht na heksenprocessen. Nog steeds weten de dorpelingen de vijver aan te wijzen, waarin deze beschuldigden aan de waterproef werden onderworpen. De gemeente Rehburg-Loccum heeft in 2013 bij raadsbesluit de slachtoffers van de heksenprocessen officieel gerehabiliteerd.

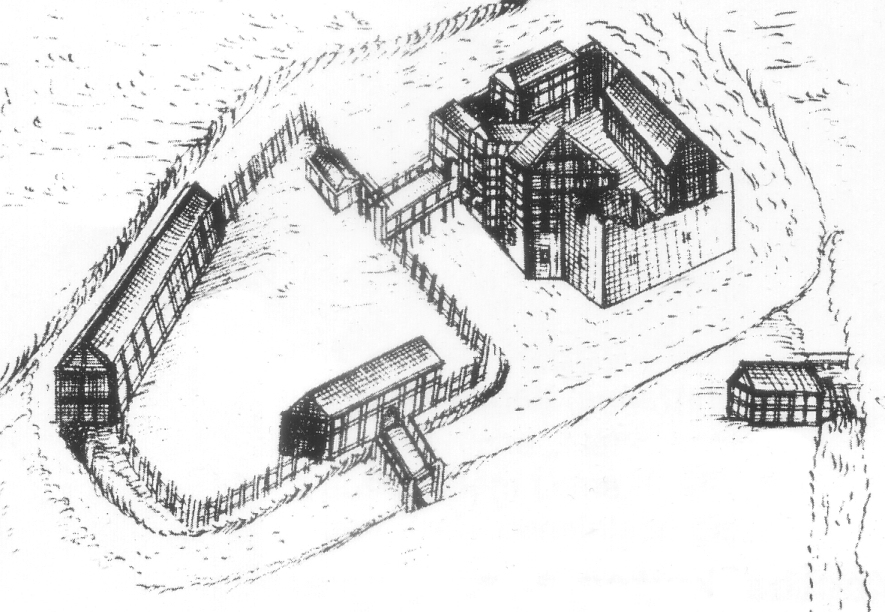
Reconstructie-tekening Burg Rehburg anno 1586
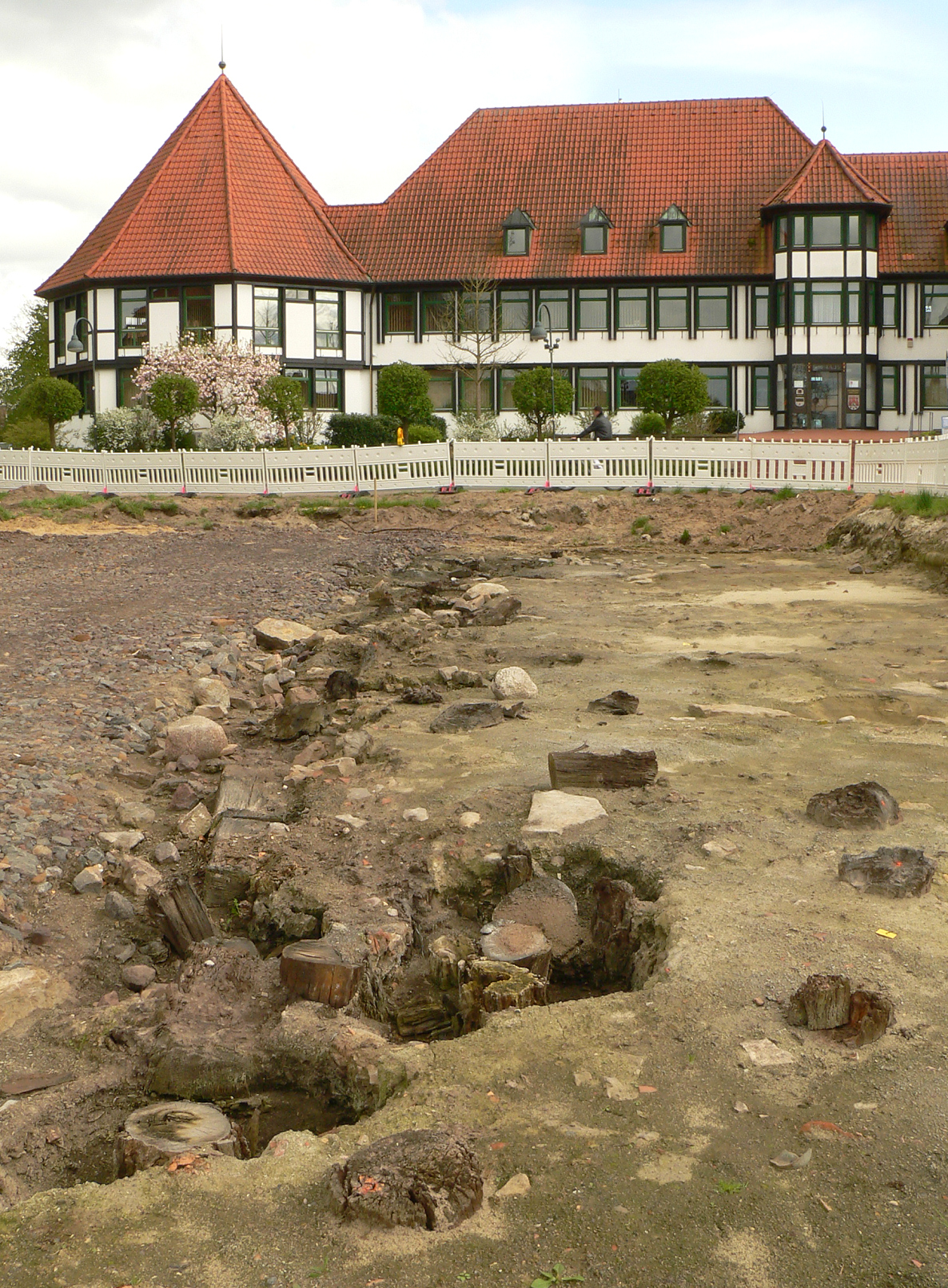
Opgraving Burg Rehburg (2017)

Rehburg is in of rond 1321 door de Welfen als grensplaats gesticht. In deze periode stond hier een in hun opdracht gebouwd kasteel, Burg Rehburg. Mogelijk was Otto II van Lüneburg, hertog van Brunswijk-Lüneburg de bouwheer. In later eeuwen berustte de zeggenschap over het kasteel en de plaats Rehburg steeds bij verschillende adellijke geslachten, meestal als leenmannen of Amtmannen voor dit hertogdom. Ook edelen uit het geslacht Von Münchhausen hadden het hier enige tijd voor het zeggen.  In 1648 kreeg Rehburg stadsrechten; vanaf de 15e eeuw was het een Weichbild (vlek) geweest. Het kasteel maakte in het midden van de 18e eeuw plaats voor een Amtshaus, de residentie van de vertegenwoordiger van de landheer in het stadje. Dit 18e-eeuwse complex , dat o.a. in 1980 met een imitatie-torentje werd vergroot, is thans het gemeentehuis van Rehburg-Loccum. Van het oude kasteel zijn in de periode tot 2019 direct naast dit gebouw belangrijke restanten opgegraven, o.a. paalfunderingen uit de periode 880-1600, waardoor meer over de oorspronkelijke situatie bekend is geworden.
Na de Slag bij Hastenbeck (26 juli 1757) in het kader van de Zevenjarige Oorlog (1756-1763) had Rehburg de pech, aangewezen te worden als lazaretstad voor 500 gewonde soldaten. Veel van deze mannen leden aan en verspreidden diverse ernstige, besmettelijke ziekten, waaraan in de maanden daarop een groot deel van de bevolking van Rehburg stierf.
Ten zuiden van Rehburg, in de richting van Winzlar, wordt de locatie van de middeleeuwse nederzetting  Munichehausen vermoed. De zgn. zwarte tak van het adellijke geslacht Von Münchhausen zou hier zijn oorsprong hebben. Uit deze tak is de bekende leugenbaron geboren.
Het dorp Bad Rehburg in de Rehburger Berge werd in 1690 voor het eerst in een document vermeld. Ter plaatse waren bronnen met geneeskrachtig zout water ontdekt. In de eeuw van  1750 tot 1850 was Bad Rehberg, het „Madeira van het Noorden“, een geliefd kuuroord voor de adel van het Koninkrijk Hannover. In deze tijd ontstond het kuurcentrum Bad Rehburg met badhuis, bronnenhuis, Wandelhalle, deftige kuurhotels en de Friederikenkapel (1841/42) alsmede het kuurpark. In de 20e eeuw trad het verval in. De gebouwen bleven nog enige tijd als o.a. verpleeghuis in gebruik, maar rond 1975 begon het gebied in overwoekerde ruïnes te veranderen. Aan het begin van de 21e eeuw volgde sanering. In januari 2003 werd het kuurcomplex feestelijk heropend. Bad Rehburg bezit naast Hofgeismar het enige behouden gebleven kuurcomplex uit de tijd van de Romantiek in Duitsland.
In de periode van het Derde Rijk, van 1936 tot 1945 had Loccum een vliegtuigbrandstofdepot (Lufttanklager Loccum)  van de Luftwaffe, dat aan het einde van de Tweede Wereldoorlog door Britse militairen werd opgeblazen. De locatie van dit depot is thans deels kazerne en oefenterrein van de Bundeswehr, deels  bedrijventerrein. Loccum had van 1898 tot enkele jaren voor de Tweede Wereldoorlog een station aan een lokaal spoorlijntje; dat is echter wegens onvoldoende rentabiliteit gesloten; de rails zijn ook verwijderd. Kort na de Tweede Wereldoorlog is enige jaren lang steenkool van matige kwaliteit gedolven in de Rehburger Berge, totdat deze brandstof goedkoper van elders kon worden aangevoerd.
Van 1968 tot 1983 was tussen Münchehagen, Loccum en het zuidelijker gelegen buurdorp Wiedensahl, gemeente Samtgemeinde Niedernwöhren, in een voormalige kleigroeve een groot terrein als vuilstort voor speciaal afval (Sondermülldeponie) in gebruik. Er werd ook speciaal afval van de chemische industrie gestort, zelfs dioxine. Toen in 1979 de bomen in een nabijgelegen bos hun bast begonnen te verliezen, ontstonden protesten tegen de afvaldumping vanwege de milieubeweging. Later bleken de exploitanten van de vuilstort de begrenzingen van hun milieuvergunning te hebben overtreden. De gemeente Rehburg-Loccum dwong in 1983 de sluiting van de stortplaats af, door een gerechtelijke procedure hierover te winnen. Pas tussen 1997 en 2001 was men in staat, het terrein gedeeltelijk te saneren. Onder andere werd om het terrein heen een 1,26 km lange en 30 meter diepe damwand gebouwd. Nog steeds wordt jaarlijks 400.000 euro besteed aan het monitoren van de locatie, vooral om te controleren, of er geen giftige gassen uit opstijgen.
Tijdens de Koude Oorlog was het Nederlandse squadron 501 van de Groepen Geleide Wapens in Winzlar gestationeerd.
Op 1 maart 1974 werd Rehburg, in het kader van gemeentelijke herindelingen in de gehele deelstaat Nedersaksen, met de buurgemeenten Bad Rehburg, Münchehagen, Loccum en Winzlar samengevoegd tot de stad Rehburg-Loccum als Einheitsgemeinde. Zoals ook elders gebruikelijk, is het stadsrecht van Rehburg overgegaan op de fusiegemeente.

## Bezienswaardigheden, toerisme, evenementen

### Natuurschoon
- Heuvelrug Rehburger Berge; hier zijn fraaie boswandelingen mogelijk; de bekende Wilhelmsturm, een in 1848 gebouwde, 25 m hoge uitzichttoren, staat juist over de gemeentegrens van Wölpinghausen.
- Het nabije Steinhuder Meer
- Ten westen van de gemeente stroomt de Wezer, waarlangs meerdaagse fietstochten mogelijk zijn
- Natuurreservaat (hoogveen) Rehburger Moor 4 km ten noorden van Rehberg, 156 ha hoogveen, heide en vochtig broekbos

### Monumentale gebouwen
- Het gebouwencomplex van Klooster Loccum met o.a. de romaanse abdijkerk, het dormitorium en de leken-refter, die alle uit de 13e eeuw dateren, is een belangrijk middeleeuws cultuurmonument.
- Museum van het 19e-eeuwse kuurwezen in de voormalige kuurgebouwen van Bad Rehburg
- In de Blauwe Salon van het Koninklijke Badhuis te Bad Rehberg is een expositieruimte voor moderne en populaire kunst ingericht, waaronder computeranimatie, fotografie, cartoon- en striptekenen.
- Het uit 1713 daterende evangelisch-lutherse kerkje van Münchehagen

### Overige
- Dinosaurier-Park Münchehagen, een park met meer dan 200 levensgrote modellen van dinosauriërs. Ter plaatse werden in 1980 versteende pootafdrukken van circa 140 miljoen jaar geleden, in de periode Onder-Krijt levende, sauropoda en theropoda ontdekt. In 1987 werden deze met een beschermende hal overbouwd. Later is er een museum met o.a. een collectie fossielen en een, vooral op kinderen gericht, activiteiten- en educatiecentrum bij gebouwd. Het geheel is opgezet als openluchtmuseum om met name kinderen inzicht te geven in de geologie van de laatste 500 miljoen jaar. Het complex ligt aan de oostrand van het dorp Münchehagen, niet ver van de B 441.
- Het streekmuseum te Rehburg toont een aantal interessante voorwerpen, die bij het archeologische onderzoek naar Kasteel Rehburg aan het licht zijn gebracht.

## Afbeeldingen

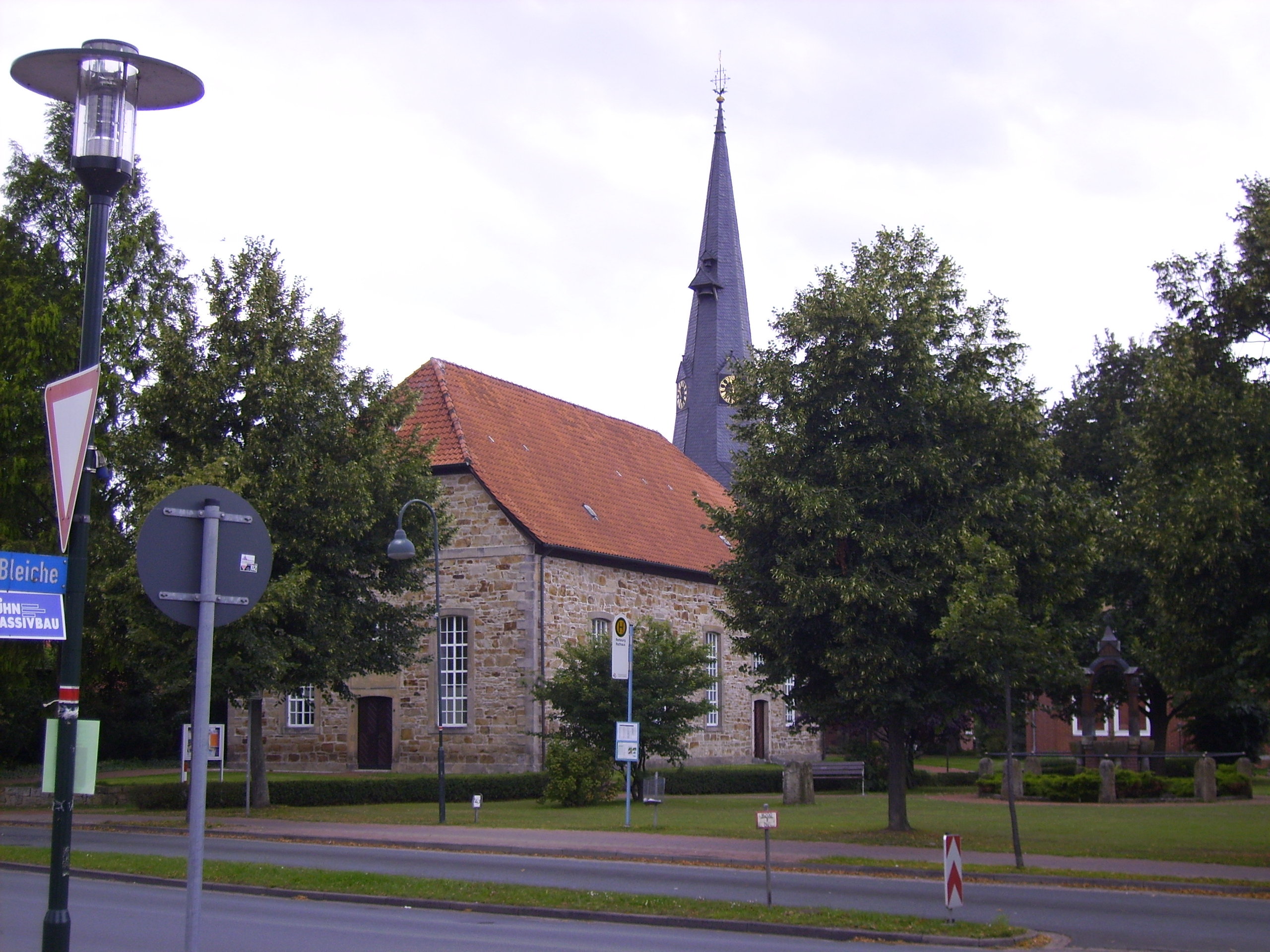
Martinikerk Rehburg (1748)
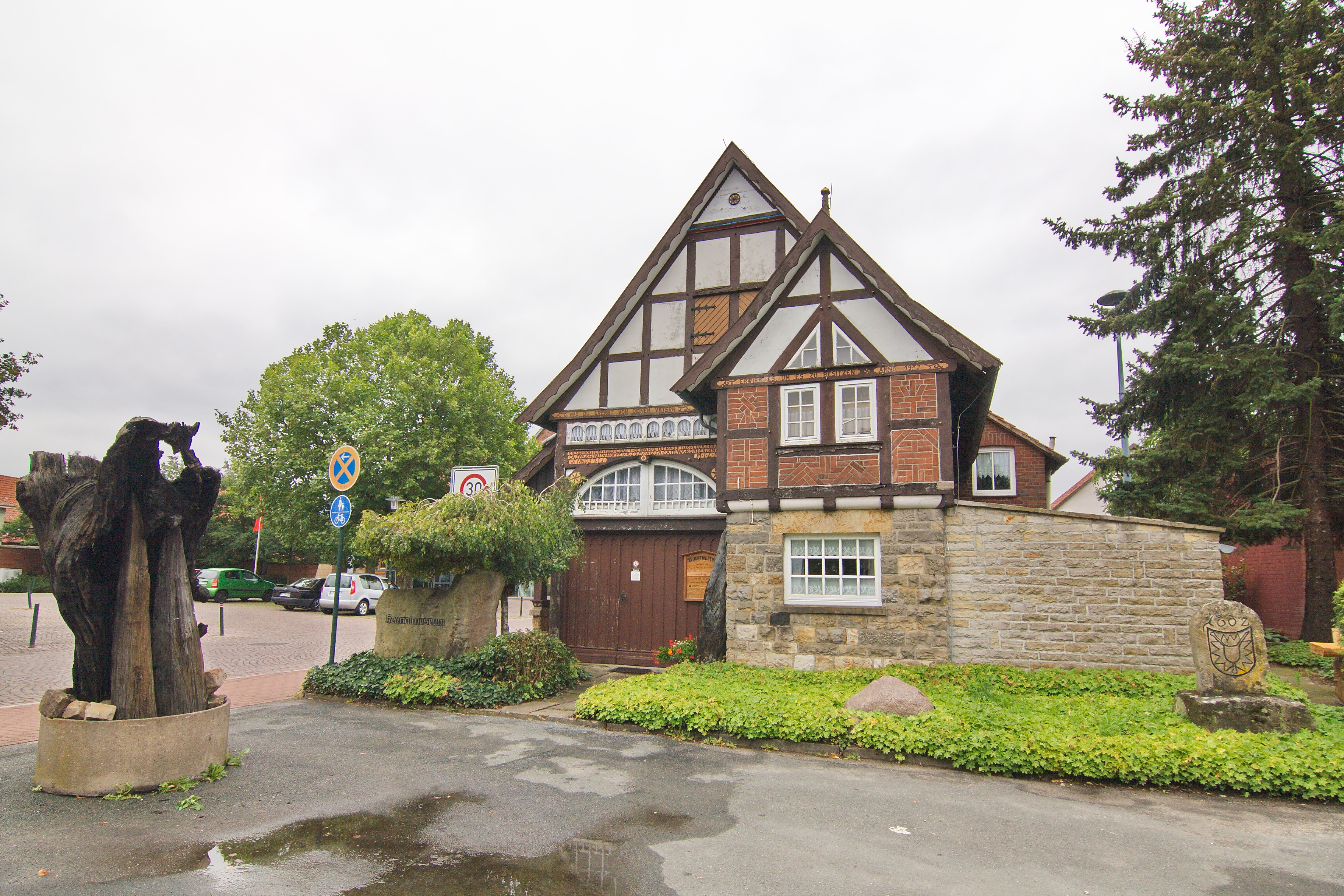
Streekmuseum te Rehburg
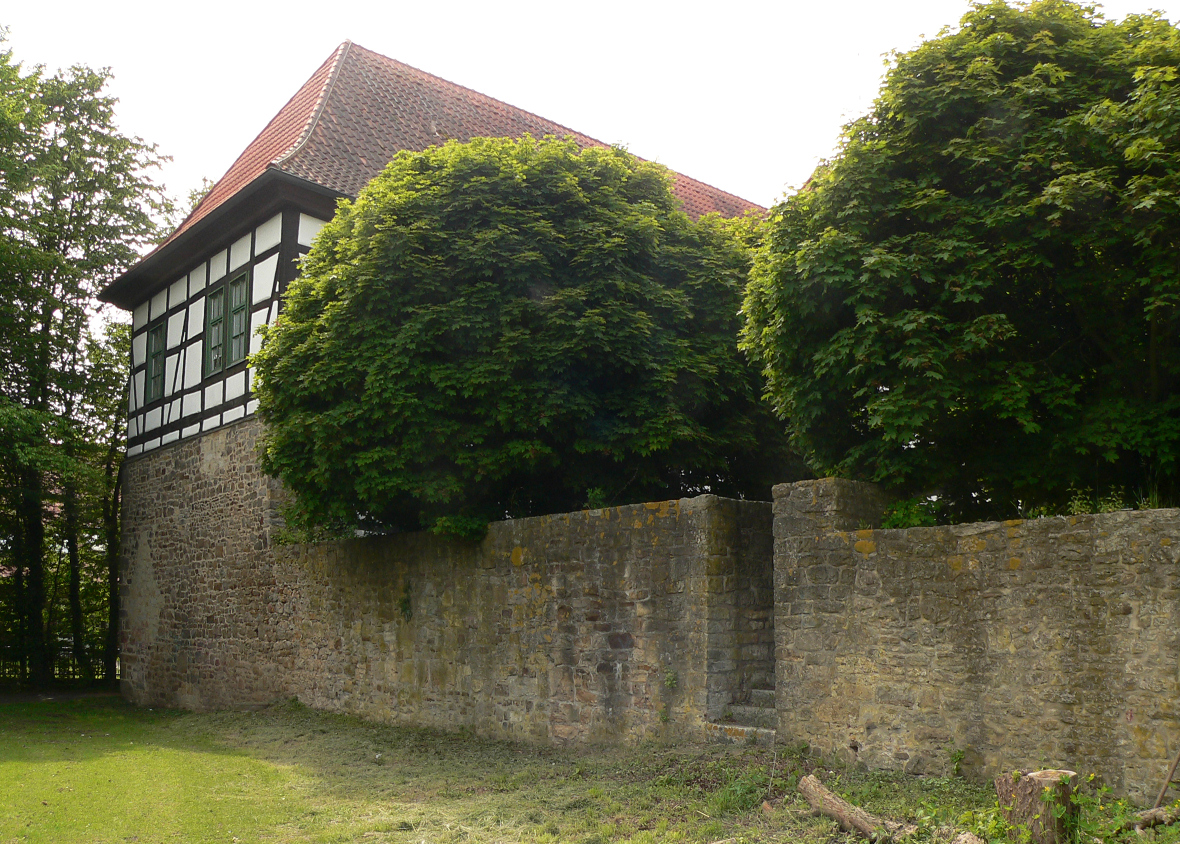
Muurrestant kasteel Rehburg achter het stadhuis
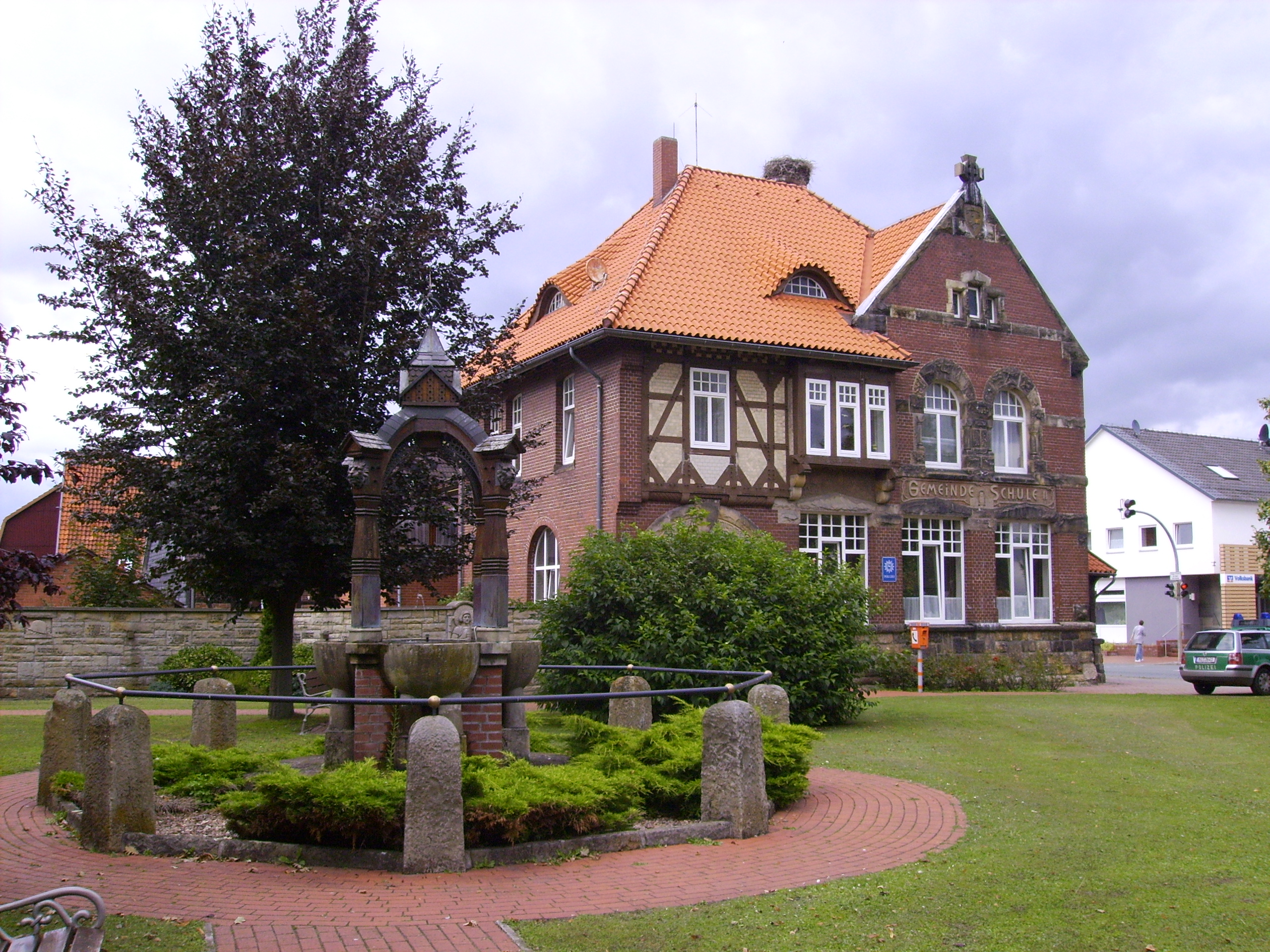
Fontein en politiebureau[4] Rehburg (ca. 1900)
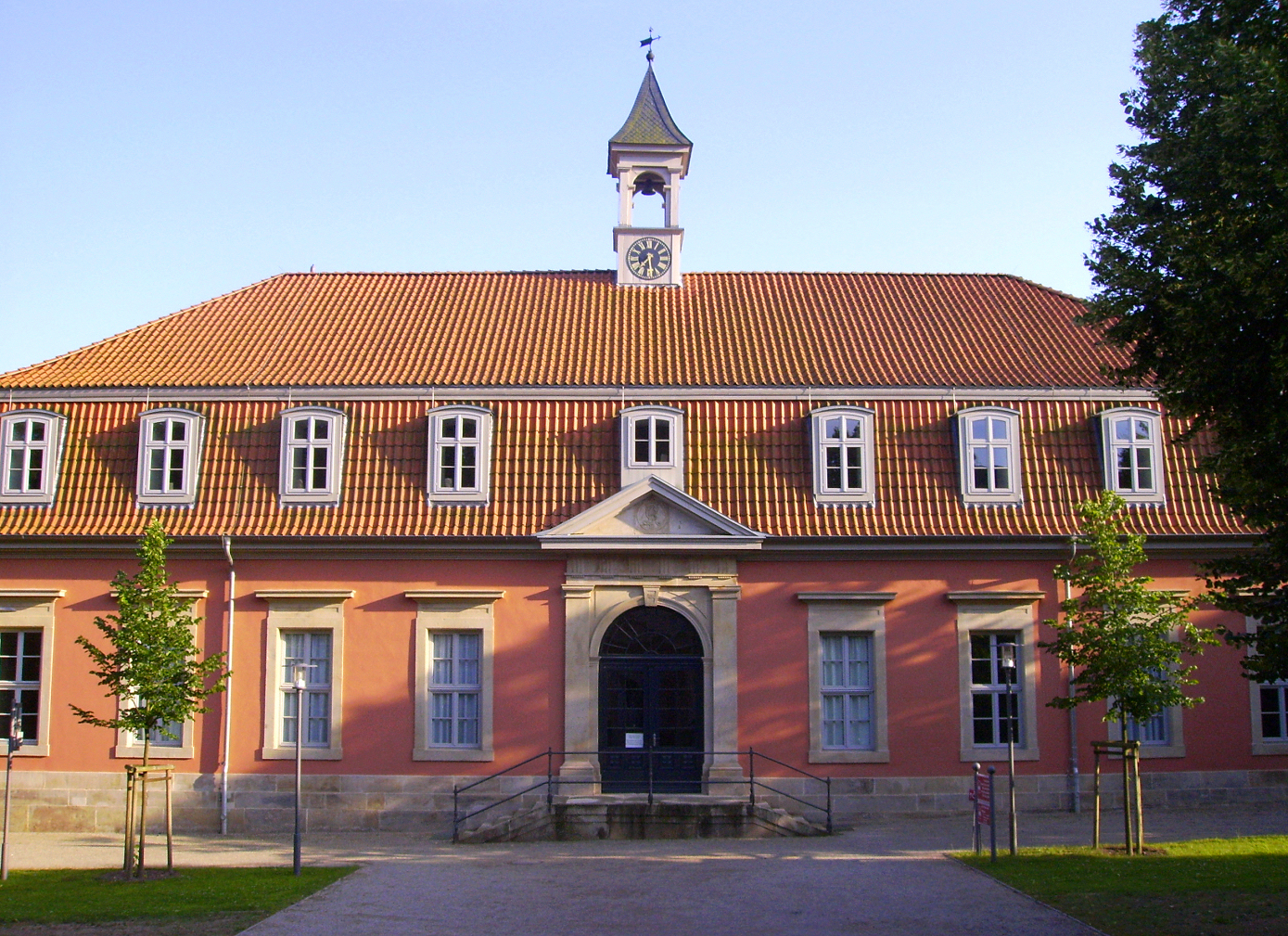
Voormalig koninklijk badhuis, Bad Rehburg (1786)
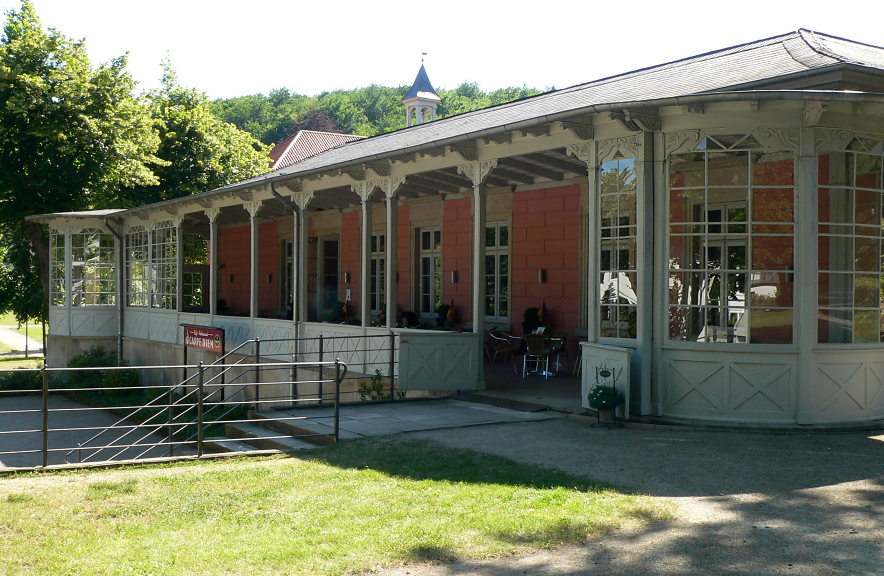
Wandelhalle Bad Rehburg (1844)
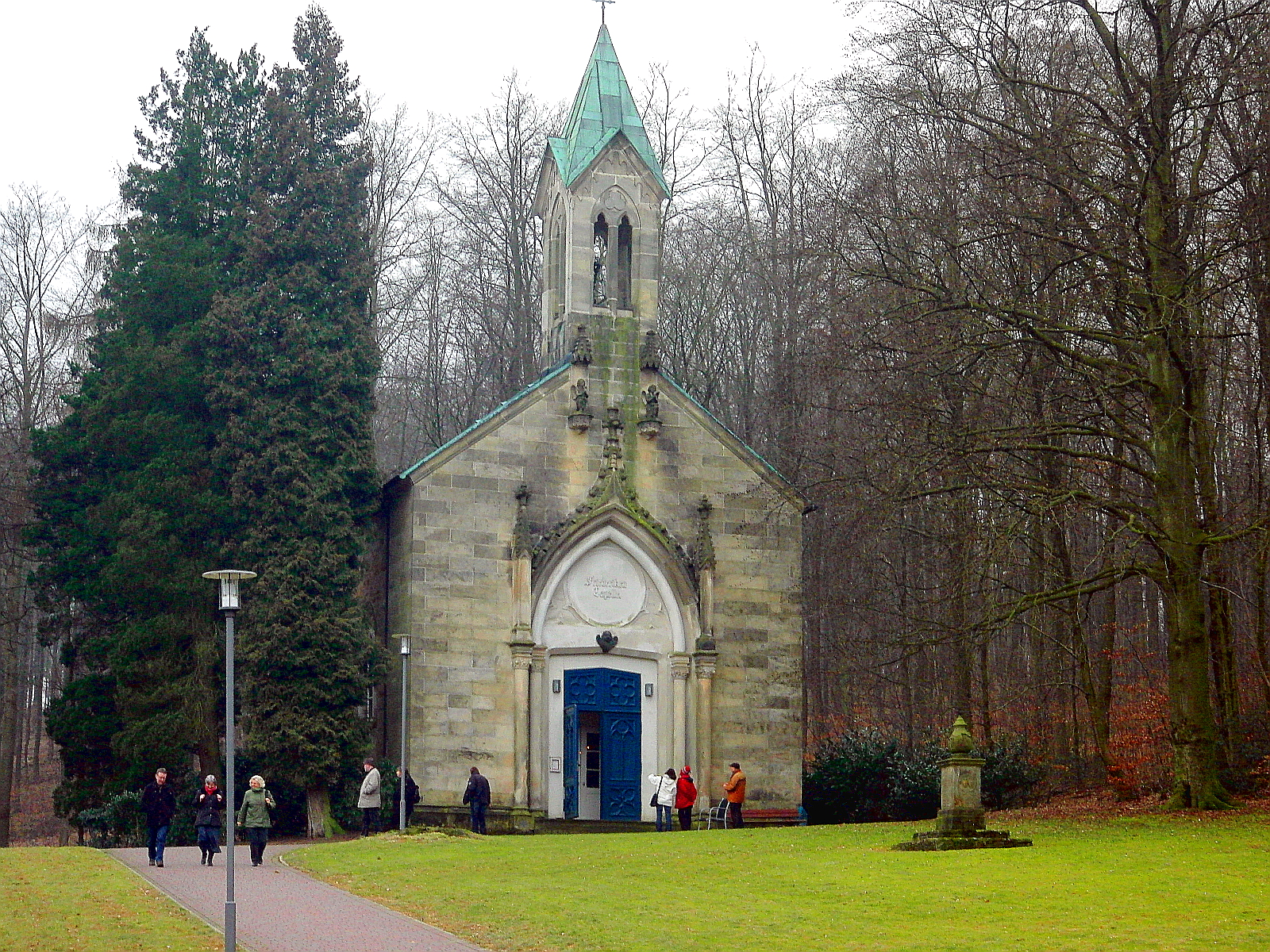
Friederikenkapel (1842), thans evang.-lutherse kerk van Bad Rehberg
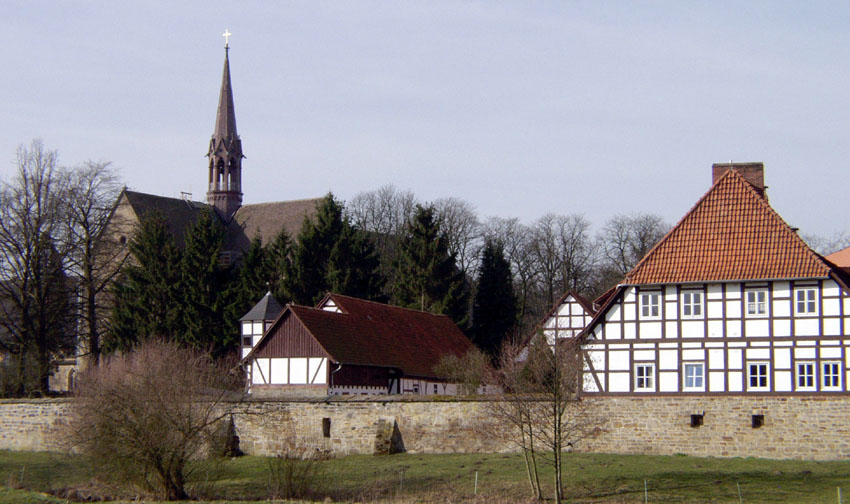
Klooster Loccum
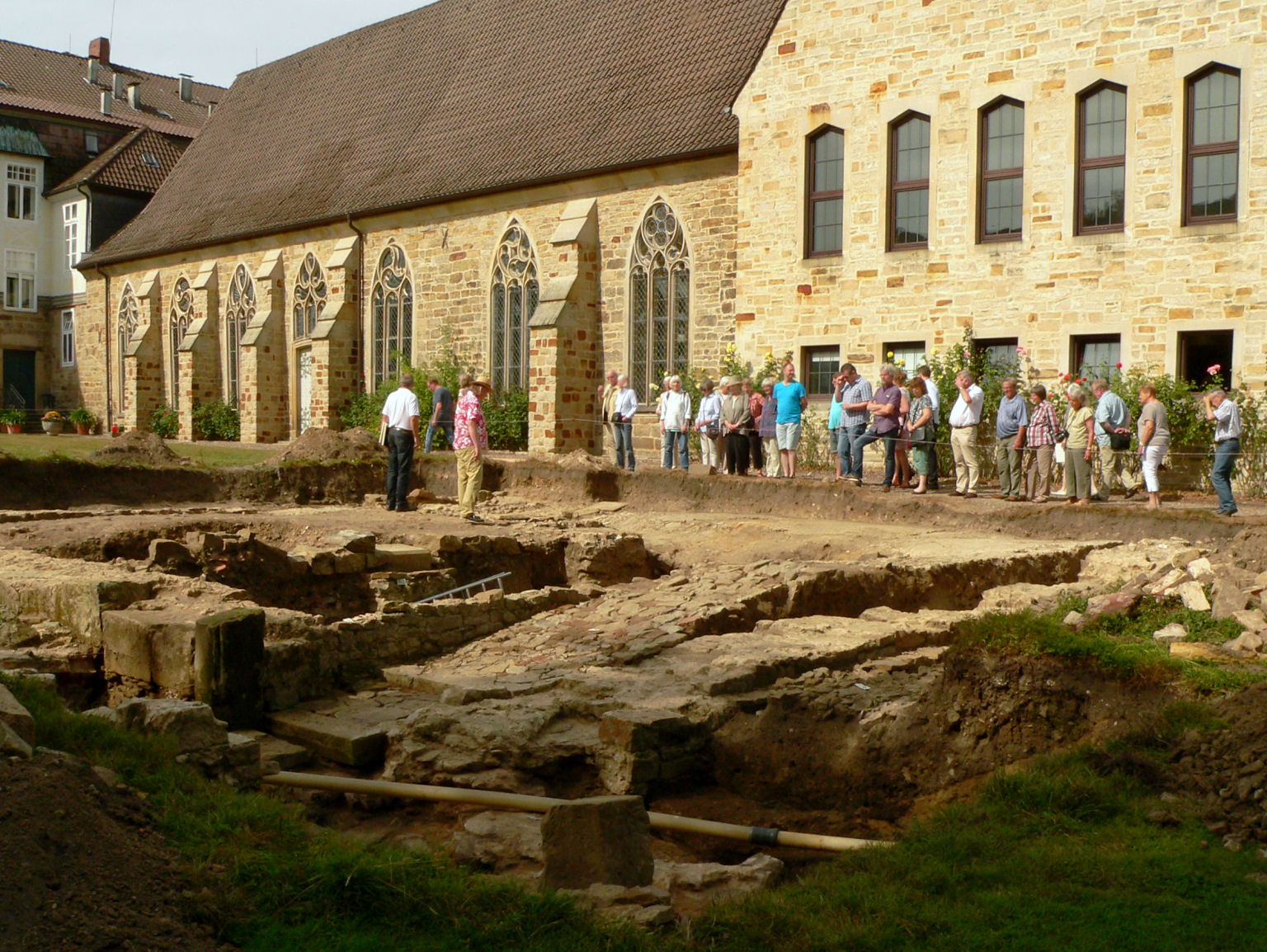
Binnenplaats met archeologische opgraving van middeleeuwse muurresten tijdens Open Monumentendag
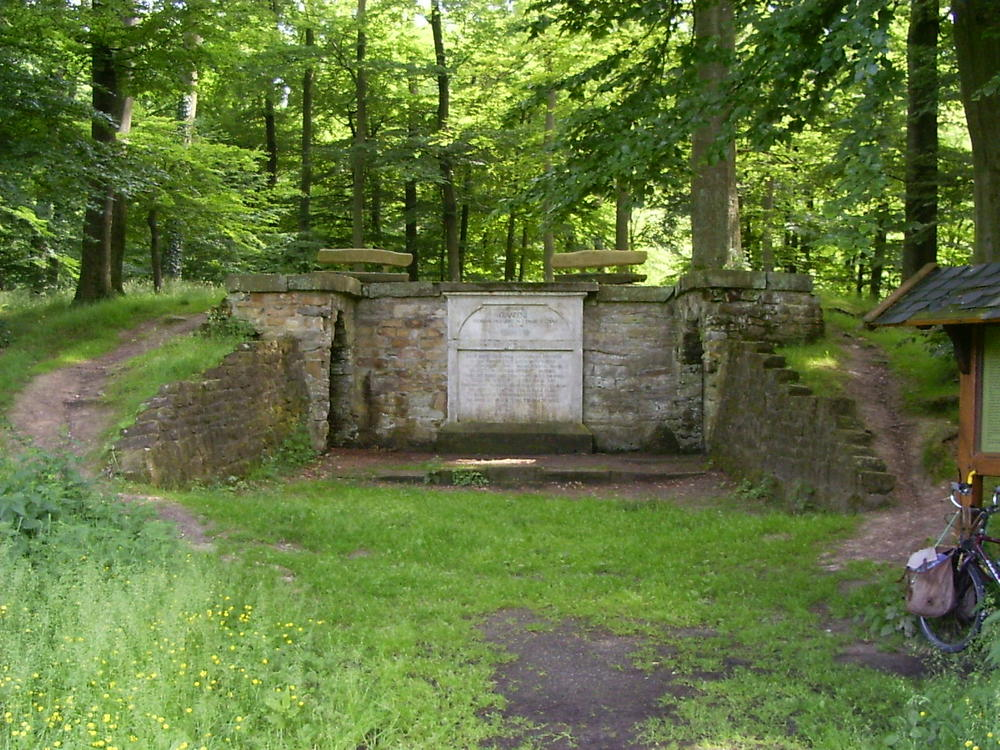
Burchtheuvel Luccaburg  achter Klooster Loccum
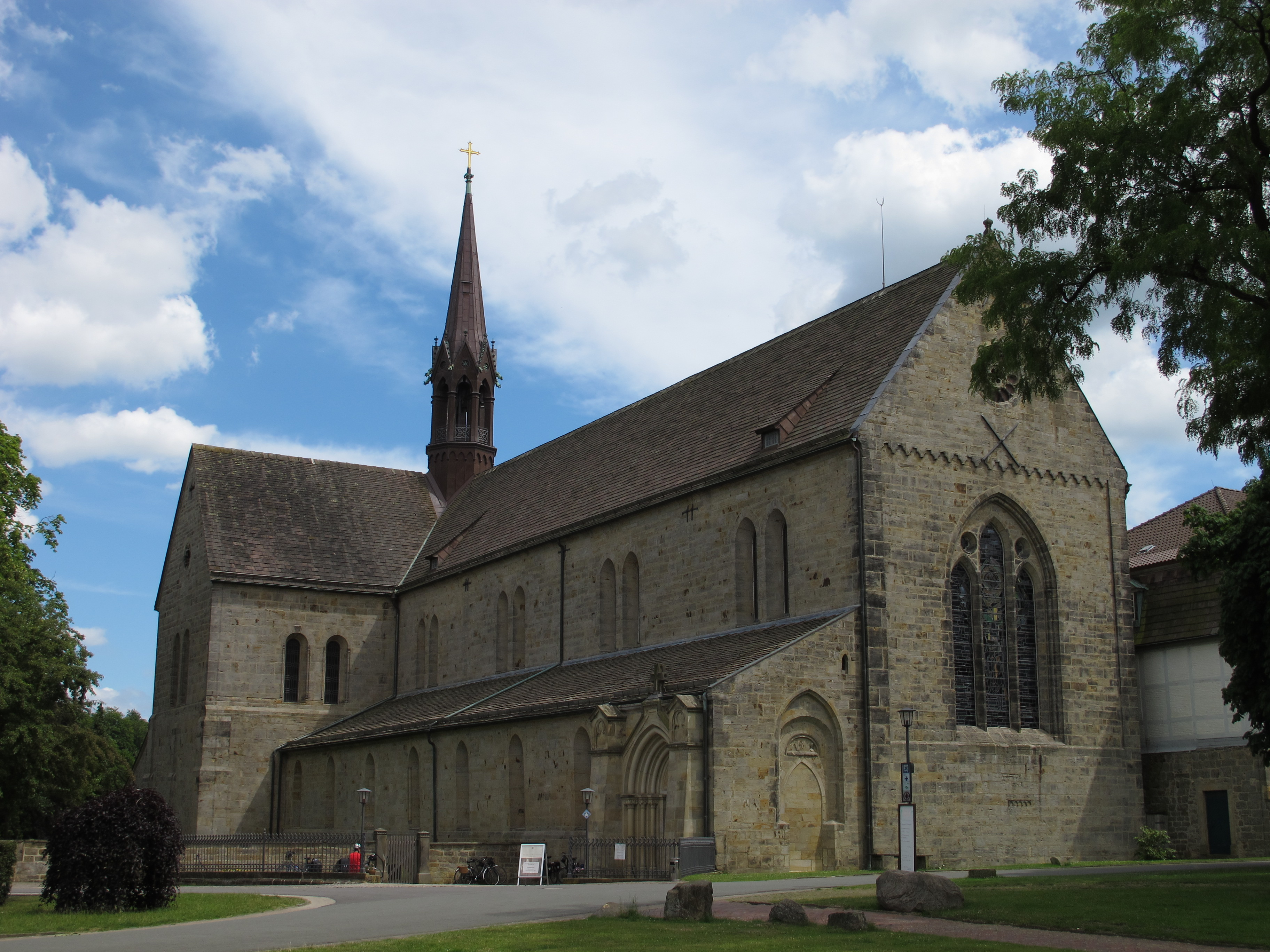
Sint-Joriskerk bij Klooster Loccum
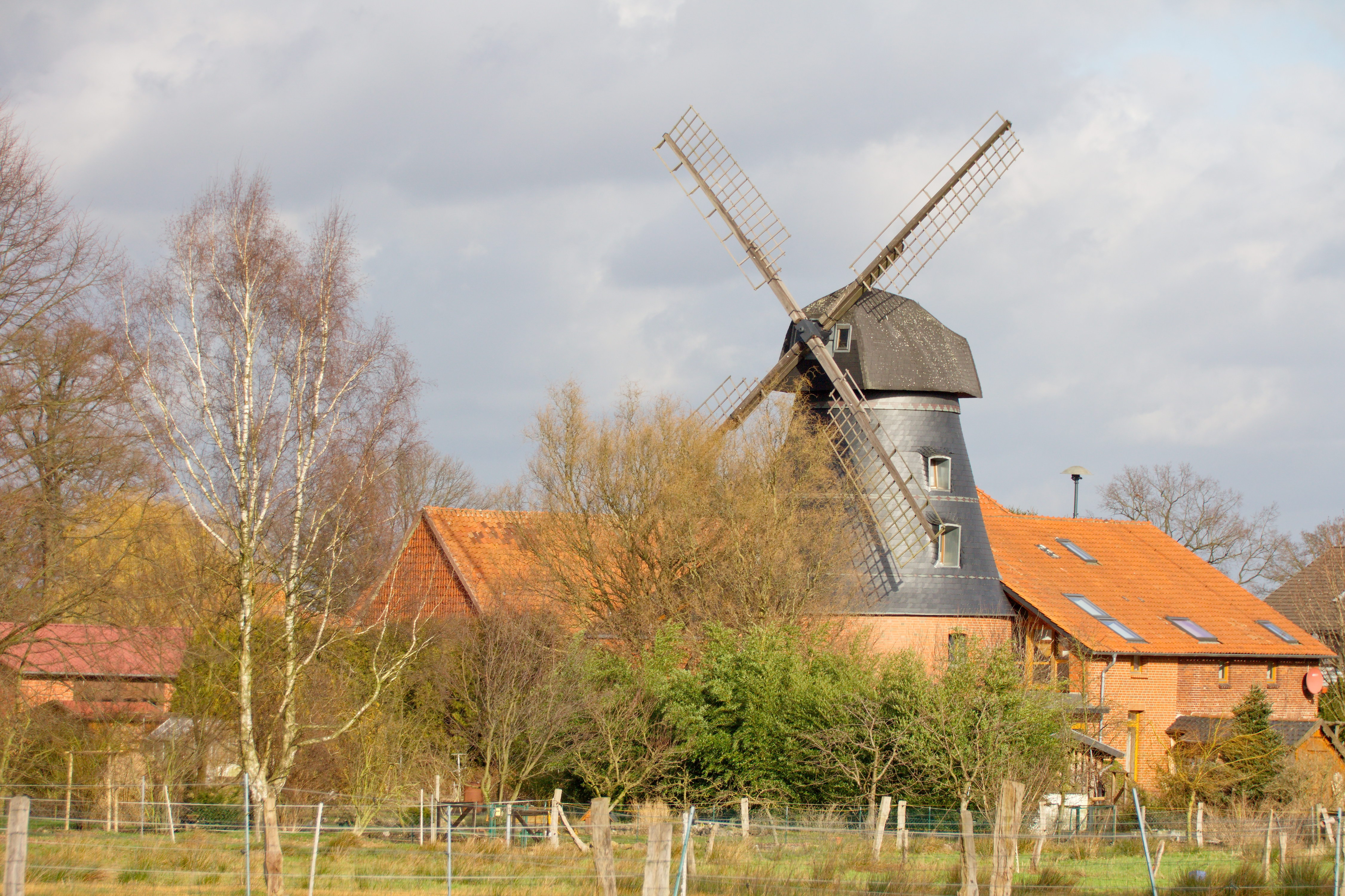
Windmolen van Loccum (1849; restauratie in 2013)
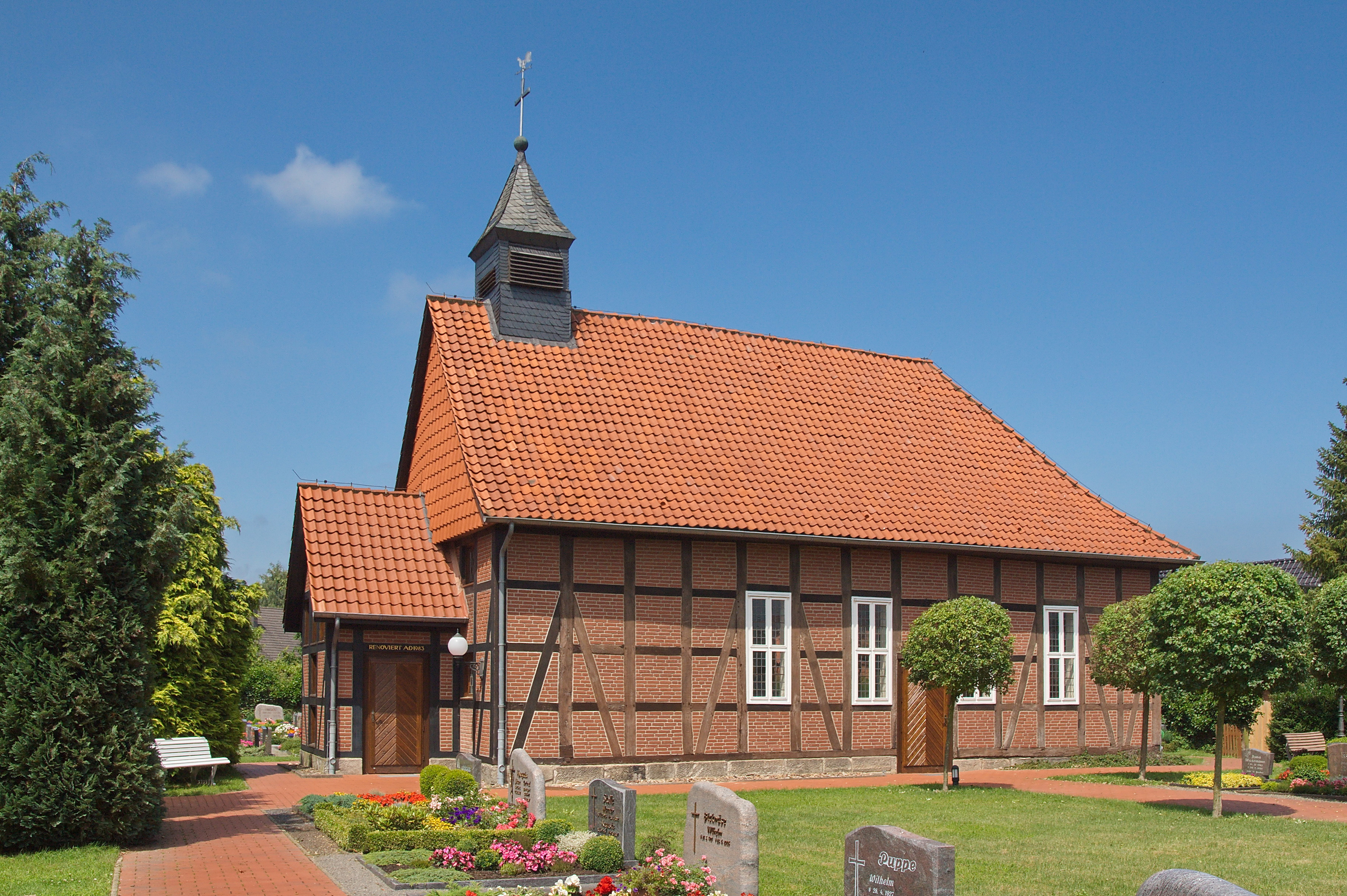
Kapel te Winzlar
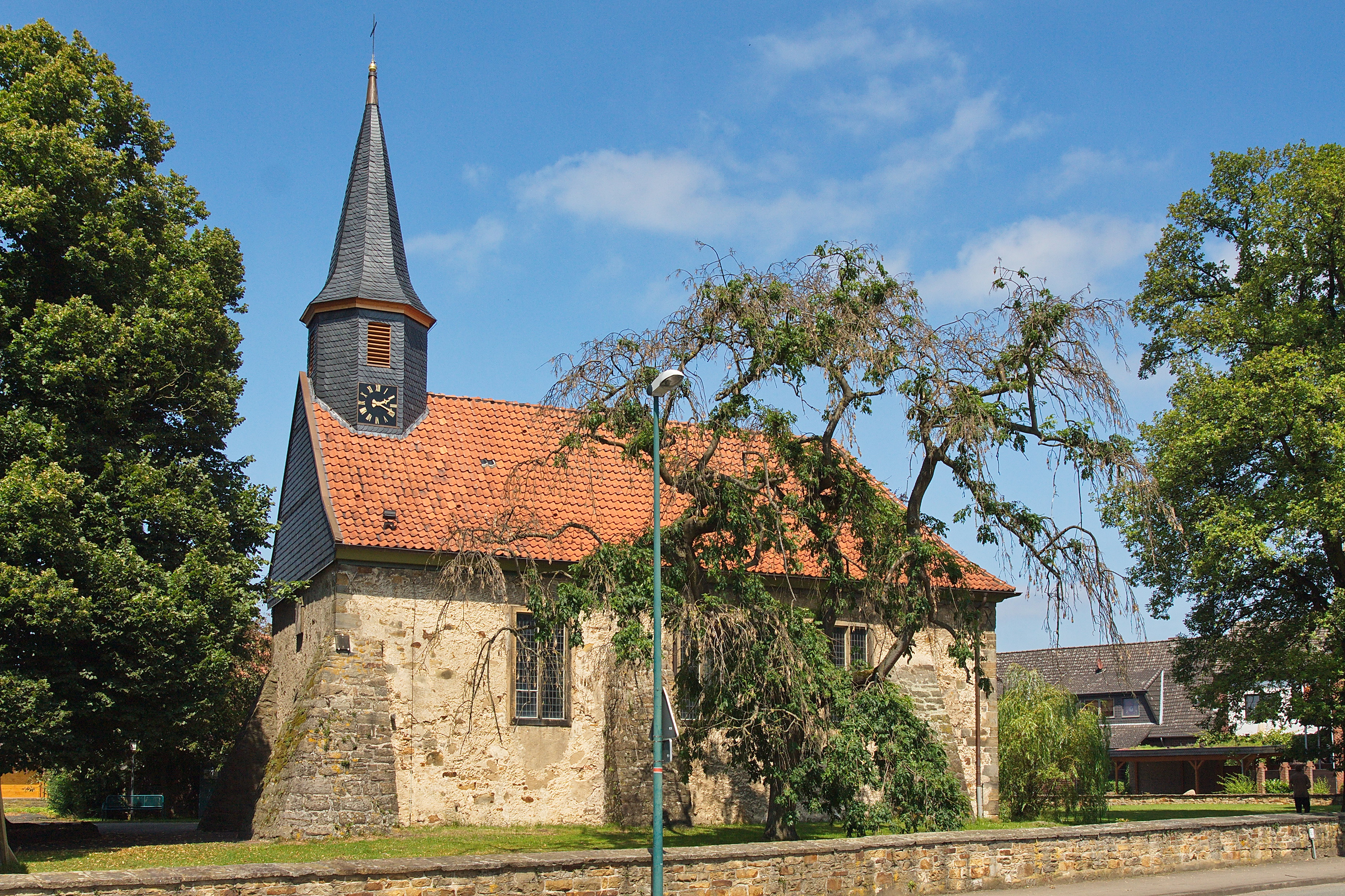
Kerkje te Münchehagen
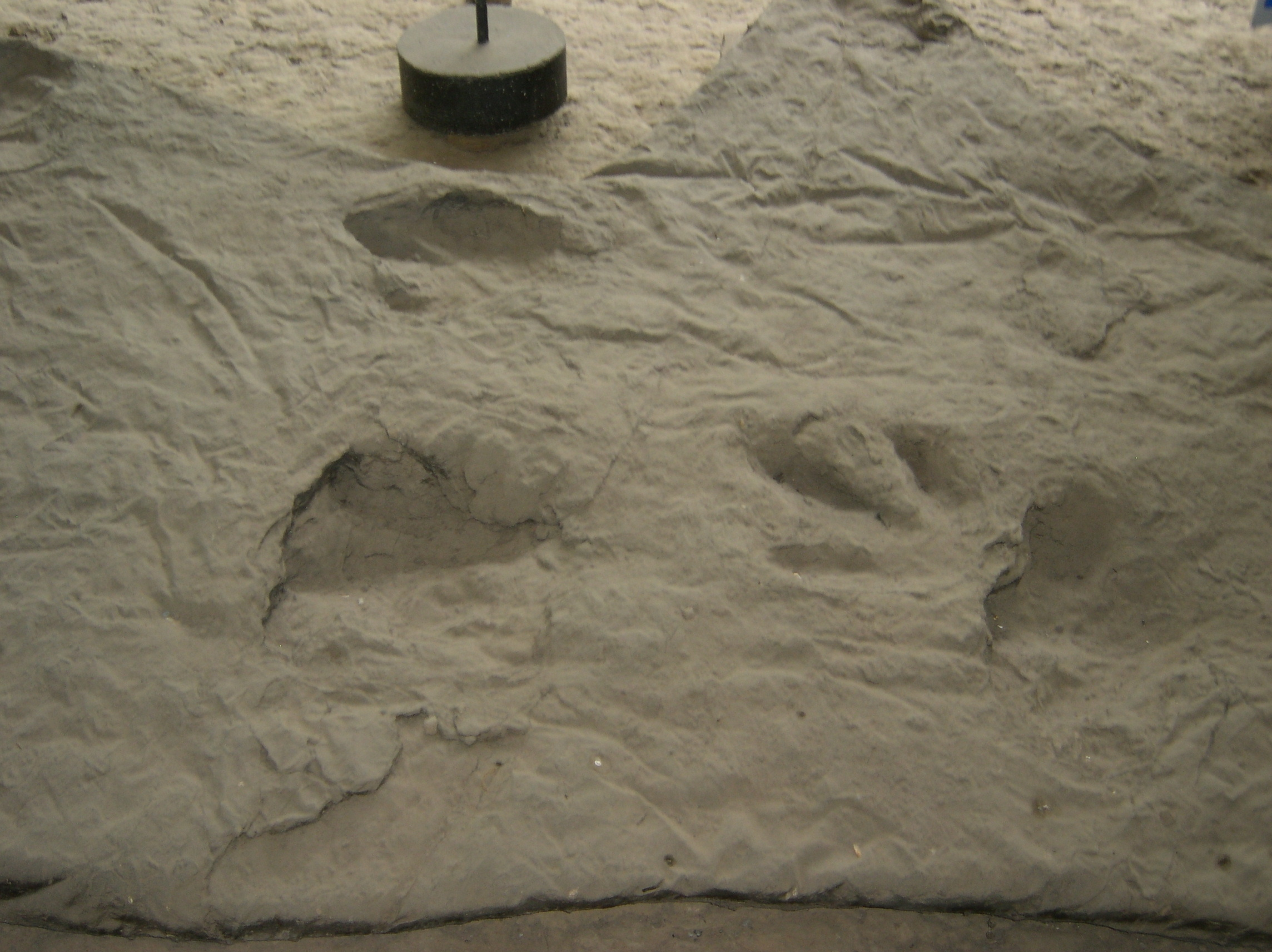
Pootafdruk dinosaurus (theropoda), Münchehagen
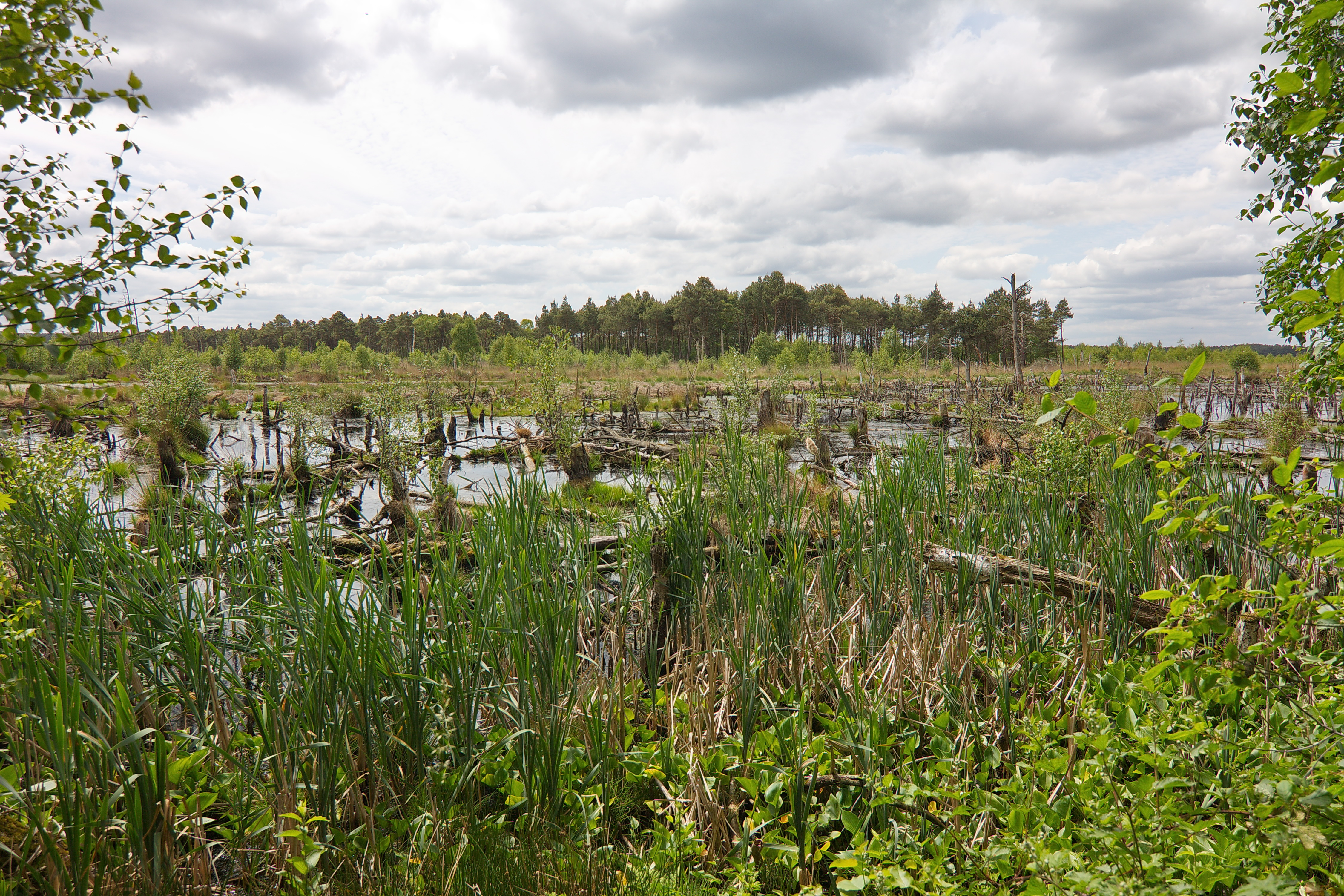
Hoogveen-reservaat Rehberger Moor
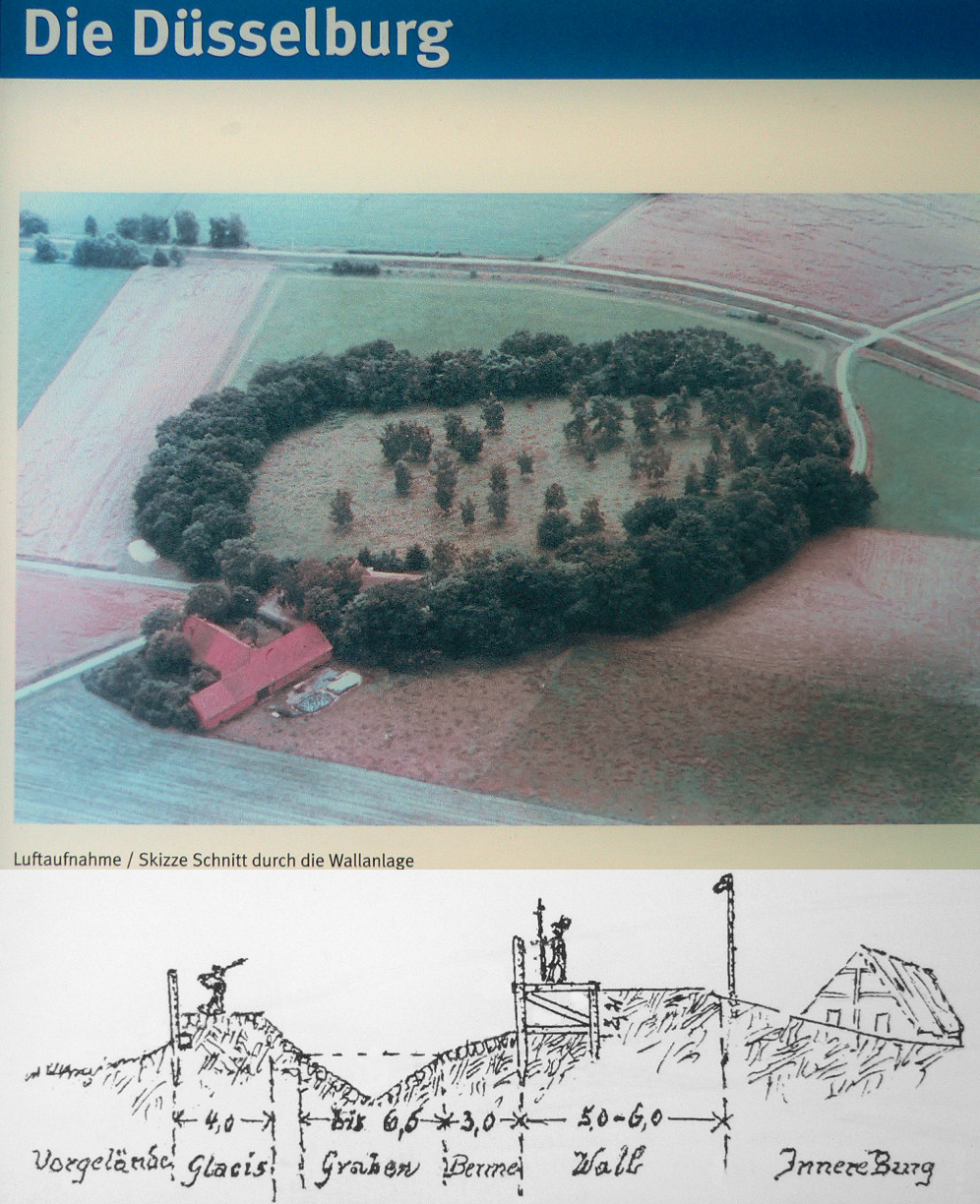
Restant vliedburg Düsselburg 3 km ten NW van Rehberg
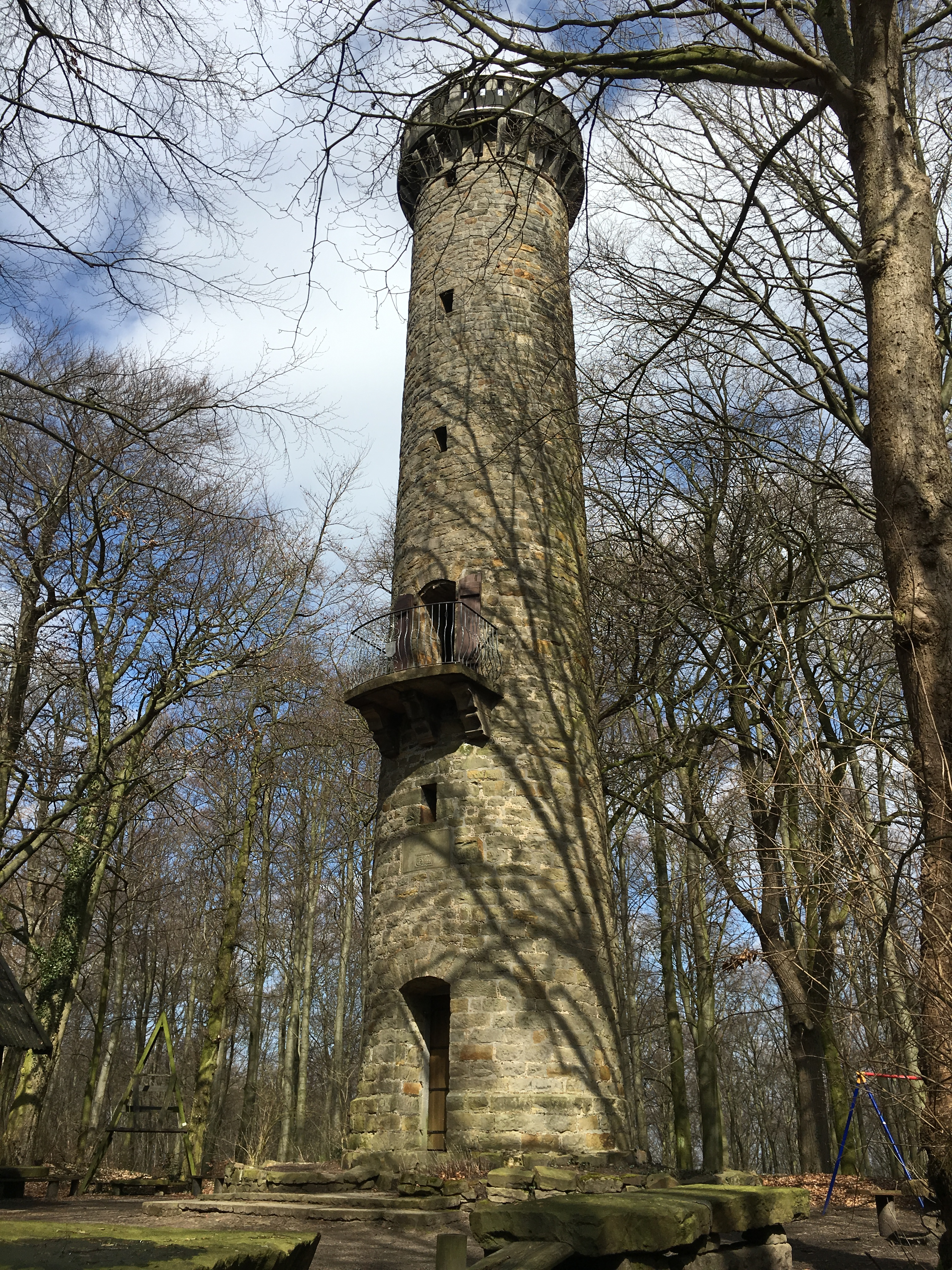
25 Meter hoge uitzichttoren in de Rehberger Berge Wilhelmsturm
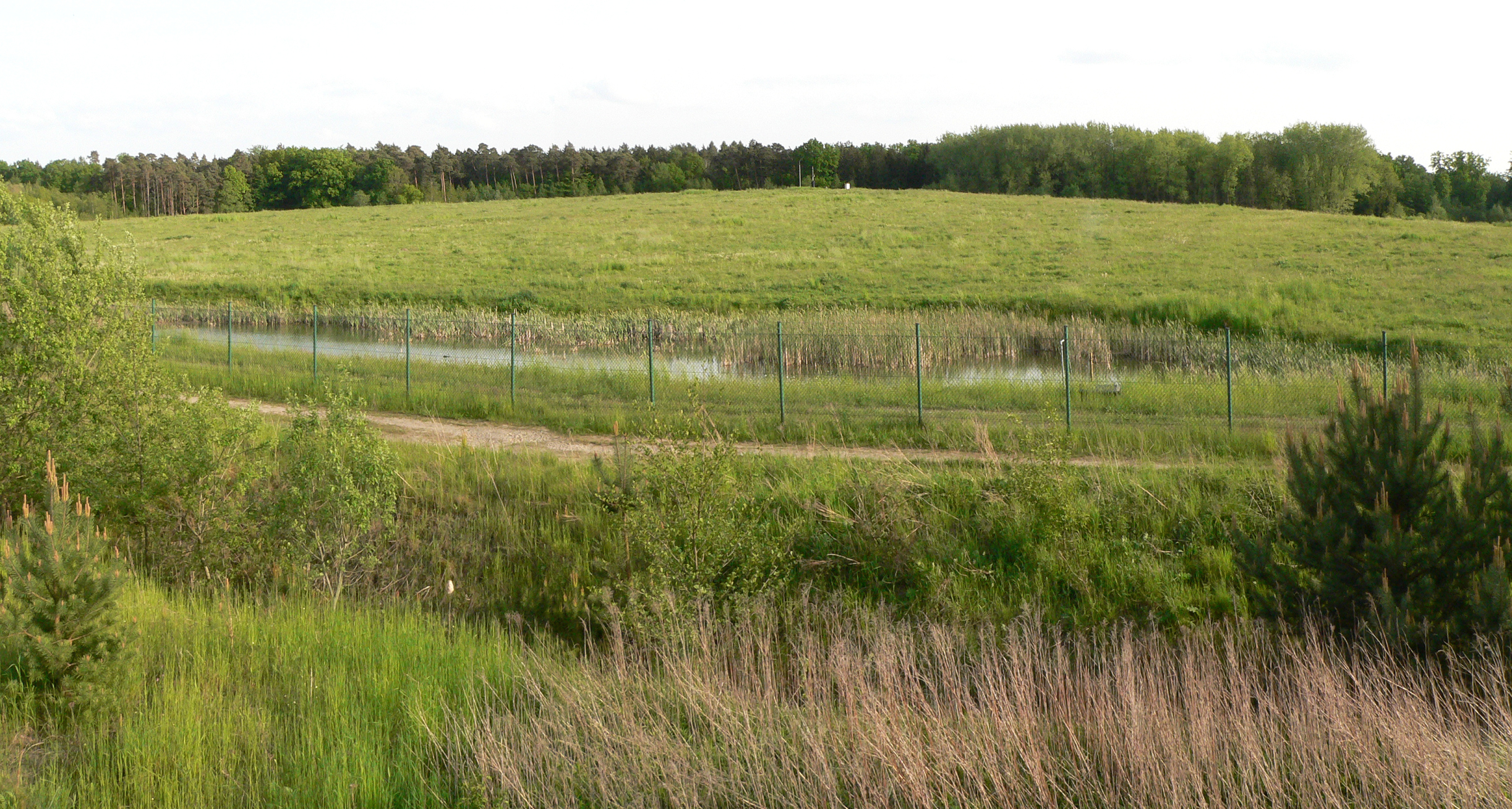
Voormalige vuilstort

## Sport
Anders dan in Nederland, is in  België,  Australië en Duitsland zwemmend redden een tak van sport, waarin wedstrijden worden gehouden. Daarbij worden noodsituaties gesimuleerd. In Rehburg-Loccum is deze, hier veel beoefende, tak van sport zeer populair onder vooral tieners.

## Belangrijke personen in relatie tot de gemeente
- Het geslacht Crome heeft in de 18e eeuw enige pedagogen en lutherse theologen voortgebracht, die tot in de verre omtrek invloedrijk waren.
- Ernst Jünger (1895-1998), schrijver, bracht zijn tienerjaren door te Rehburg
- Sebastian Edathy (1969), politicus, woonde tot 2014 jarenlang te Rehburg-Loccum